# Cotynessa abatinga
Cotynessa abatinga là một loài bọ cánh cứng trong họ Cerambycidae.